# Stefan Everts
Stefan Everts (Bree, 25 novembre 1972) è un pilota motociclistico belga ritiratosi dall'attività agonistica, vincitore di dieci titoli mondiali motocross.

## Carriera

### Gli inizi e il titolo in 125
Suo padre è Harry Everts, quattro volte campione del mondo di motocross (1975 nella classe 250; 1979, 1980, 1981 nella classe 125), e fin da bambino Stefan ne ha seguito le orme, cominciando ad andare in moto prestissimo. Già nel 1989, a 16 anni e mezzo, si affaccia al mondiale della 125, concludendo quindicesimo. Nel 1990 è sulla Suzuki ufficiale, come seconda guida dell'americano Donny Schmit, e termina la stagione al terzo posto; l'anno seguente completa la scalata, laureandosi per la prima volta in carriera campione del mondo.

### Classe 250
Fresco del titolo nella ottavo di litro, nel 1992 compie il salto nella classe superiore della 250: nel corso del GP di Germania è però vittima di un grave infortunio che gli costa l'asportazione della milza, e perde diversi mesi prima di tornare in pista. Nel 1993, di nuovo in perfetta forma, combatte una strenua lotta col sudafricano Greg Albertyn e con Donny Schmit, terminando la stagione al secondo posto.
Nel 1994 abbandona la Suzuki per il team Kawasaki mentre proprio la Suzuki ingaggia il suo grande rivale Albertyn che al termine dell'annata si conferma campione iridato.
Nel 1995 Albertyn si trasferisce in America per correre il Supercross ed Everts ha la strada libera per conquistare il suo secondo titolo iridato, il primo nella 250. L'anno seguente lascia la Kawasaki per la Honda e, dopo un momento difficile verso metà stagione, riesce con una straordinaria rimonta nelle gare finali a recuperare lo svantaggio in classifica da Marnicq Bervoets e a confermarsi campione. Il 1997 è l'anno del quarto titolo, il terzo consecutivo e anche alle varie edizioni del Motocross delle Nazioni è sempre l'avversario più temibile per i piloti americani. Il clamore dei suoi successi lo fa affermare come personaggio mediatico, tanto che esce addirittura un suo disco musicale intitolato Try To Beat Me.
Nel 1998 per Stefan comincia un periodo buio: nel campionato del mondo si confronta aspramente con il francese Sébastien Tortelli (pilota della Kawasaki) e il duello si conclude solo all'ultima prova in Grecia dove Everts era arrivato in testa con un buon vantaggio; in gara commette però una serie di errori che gli fanno perdere il titolo.
L'anno seguente s'infortuna al ginocchio in una gara pre-mondiale a Beaucaire, in Francia, e rientra solo per le ultime prove; nel 2000 va ancora peggio, dopo aver accettato la proposta della Husqvarna per correre il mondiale 500, per il secondo anno consecutivo si fa male nella gara di Beaucaire ed è costretto a saltare buona parte della stagione. Alla fine partecipa ad una sola gara, verso la fine del campionato, ritirandosi dopo pochi giri.

### Classe 500

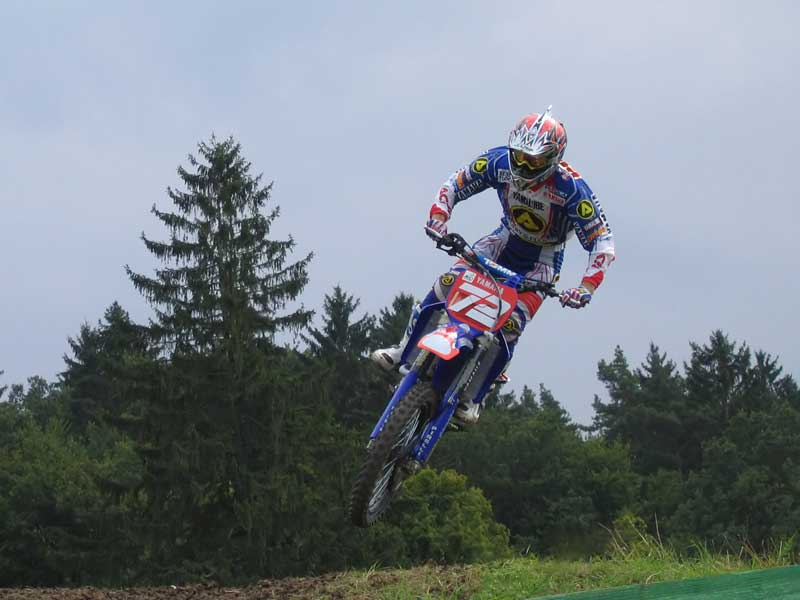
Stefan Everts in azione

Dopo un triennio così difficile, nel 2001 Stefan si accorda col team diretto da Michele Rinaldi per correre il mondiale 500 con la Yamaha; suo compagno di squadra è il vecchio rivale, ma grande amico nella vita di tutti i giorni, Marnicq Bervoets. Everts, che non ha totalizzato punti nella stagione precedente, sceglie di correre con il numero 72, il suo anno di nascita. Alla prima gara, in Spagna, conquista subito la vittoria, approfittando di un errore del campione in carica Joël Smets, e nel corso della stagione raggiunge e supera il record del maggior numero di GP vinti in carriera, detenuto da Joël Robert con 50 successi; alla fine si laurea per la quinta volta campione del mondo, eguagliando il record di "Mr. 875" (campione in tutte e tre le cilindrate: 125, 250 e 500) appartenente a Eric Geboers.
Nel 2002 si conferma campione e raggiunge anche l'altro primato detenuto da Joël Robert, cioè quello del maggior numero di titoli mondiali vinti (i titoli sono sei).

### Motocross GP e MX1
Per il 2003 si prospetta una nuova sfida: i regolamenti sono stati cambiati ad hoc per creare una nuova "super-categoria", la MotocrossGP, in cui possono correre i piloti in sella alle 450 4T e quelli sulle 250 2T, e quindi i grandi protagonisti della 500 e della 250 si ritrovano tutti insieme dietro lo stesso cancelletto. I favoriti principali sono i rispettivi campioni in carica, Everts da un lato e il francese Mickaël Pichon dall'altro. Nelle prime tre gare Pichon è imbattibile e Stefan viene preceduto anche dal vecchio rivale Smets, ma dal GP d'Italia a Montevarchi le cose cambiano: Everts corre anche la gara della 125 (che si disputa prima della MXGP) in sella ad una Yamaha 250 4T, aggiudicandosi, poi, anche la MXGP. Da lì in avanti il campione belga infila un filotto irresistibile di vittorie, una dopo l'altra fino al titolo, il settimo della carriera, conquistato matematicamente con una gara d'anticipo. Nell'ultimo GP della stagione, in Francia, si schiera al via di tutte e tre le categorie (125, MXGP e 650) e riesce nell'impresa di vincerle, entrando nella storia con un altro record.
Il biennio 2004-2005 scorre abbastanza tranquillo per Everts, che conquista l'ottavo e il nono titolo nella nuova categoria MX1 senza particolari affanni. Del resto, ormai non c'è più nessun pilota in Europa in grado di impensierirlo: Pichon è troppo discontinuo, Smets è provato dagli anni e dagli infortuni, Bervoets si è ritirato, il nuovo talento Ben Townley manca di esperienza e ha già in mente di trasferirsi in America, Joshua Coppins è il più regolare, ma non ha il guizzo del campione.
Nel 2006 la KTM, per tentare di interrompere il dominio di Stefan, decide di riportare in Europa Sebastien Tortelli, l'unico che era riuscito a batterlo dai tempi di Greg Albertyn. Il francese è reduce da un'esperienza americana costellata da tanti infortuni e cerca l'occasione del riscatto, mentre Everts vuole chiudere la sua carriera con il decimo titolo mondiale. Il duello è subito intenso, ma nel corso della terza prova, il GP del Portogallo, Tortelli cade mentre è in lotta con Stefan, s'infortuna all'anca e chiude anzitempo la sua annata (e anche la sua carriera); per il campione belga la stagione si trasforma in una passerella trionfale, chiusa con le cifre record di 27 vittorie di manche su 30 e 14 GP su 15, che gli permettono di ritirarsi dalle corse all'incredibile quota di 10 titoli iridati e 101 GP vinti.
Al momento del suo ritiro, grazie ai risultati ottenuti in carriera, è il pilota che ha vinto di più nella storia della disciplina e detiene numerosi record, molti dei quali difficilmente battibili: 10 campionati mondiali vinti, vittoria del titolo iridato in tutte e tre le cilindrate (primato condiviso con Eric Geboers), unico ad aver vinto 3 GP nella stessa giornata, pilota col maggior numero di vittorie in una sola stagione (14 GP su 15 e 27 manche su 30 nel 2006) e ultimo pilota ad aver vinto un GP della 500 su una moto a 2 tempi (Namur 1998).

### Il Motocross delle Nazioni
Per un intero decennio Stefan Everts è stato il pilota più rappresentativo del motocross europeo e lo testimoniano anche le sue prestazioni al Motocross delle Nazioni, dove spesso è stato in grado di battere i campioni americani e di trascinare il Belgio alla vittoria. In totale, ha partecipato a 15 edizioni della gara, è salito sul podio 14 volte e cinque volte ha vinto. A livello individuale, ha vinto numerose manche e dal 1998 al 2001 (nel 2000 non ha corso) ha conquistato ininterrottamente la vittoria in tutte le batterie a cui ha partecipato.
La sua gara più bella, probabilmente, è stata quella del 2006, l'ultima corsa della carriera: sulla pista inglese di Matterley Basin ha vinto entrambe le manche, sconfiggendo nettamente il giovane fenomeno americano James Stewart Jr., schierato nella sua stessa categoria, e, pur non riuscendo a vincere la classifica per Nazioni, ha salutato le competizioni da trionfatore.
Il Campionato Nazioni è stato anche l'unica occasione dove si è potuto assistere al confronto diretto tra Stefan e l'altro campionissimo del motocross, l'americano Ricky Carmichael: il confronto, nella stessa categoria, è avvenuto in due occasioni, 2003 e 2005, ed in entrambi i casi ha prevalso nettamente Carmichael. Al Nazioni del 2007, disputato sulla pista americana di Budds Creek e ultima gara della carriera di Carmichael, i due campioni, tra cui è sempre esistita una stima reciproca, sono stati invitati ad effettuare un giro d'onore congiunto, sfilando insieme in pista per raccogliere il tributo del pubblico.

### Dopo le corse
Dal 2007 Everts è team manager della squadra ufficiale KTM (affiancato dal 2010 da Claudio de Carli per la MX1), nonché uno dei responsabili dello sviluppo dei nuovi modelli della Casa austriaca; in particolare ha fortemente voluto la nascita della nuova 350 4T con sospensione posteriore link, portata al successo da Antonio Cairoli. Con Stefan come manager, la KTM vince ininterrottamente il campionato del mondo della MX2 dal 2008 al 2015.
Al termine della stagione 2015 ha annunciato il suo passaggio alla direzione tecnica della squadra Suzuki.

## Palmarès
- 1982: Inizia le competizioni
- 1989: 15º nel Campionato del Mondo cl.125
- 1990: 3º nel Campionato del Mondo cl.125; Campione nazionale cl.125 (Suzuki)[4]
- 1991: Campione del Mondo cl.125 su (Suzuki); 5 GP conquistati; record di più giovane campione del mondo di sempre[5]
- 1992: 11º nel Campionato del Mondo cl.250
- 1993: 2º nel Campionato del Mondo cl.250; Campione belga cl.250 (Suzuki)[4]
- 1994: 2º nel Campionato del Mondo cl.250
- 1995: Campione del mondo cl.250; vince 5 GP (Kawasaki); vince il Motocross delle Nazioni[6]
- 1996: Campione del mondo cl.250; vince 5 GP (Honda)[7]
- 1997: Campione del mondo cl.250; vince 5 GP (Honda); vince il Motocross delle Nazioni[8]
- 1998: 2º nel Campionato del Mondo cl.250; Campione belga cl.250 (Honda); vince il Motocross delle Nazioni
- 1999: 11º nel Campionato del Mondo cl.250 (infortunio)
- 2000: ingaggiato dalla Husqvarna nella cl.500, partecipa ad una sola gara (senza totalizzare punti) a causa di un infortunio
- 2001: Campione del Mondo cl.500, vince 7 GP. Primo uomo a vincere mondiali su tutte le moto giapponesi (Yamaha, Honda, Kawasaki, Suzuki)[9]
- 2002: Campione del Mondo cl.500, vince 4 GP (Yamaha)[10]
- 2003: Campione del Mondo in Motocross GP, vince 8 GP; vince il Motocross delle Nazioni (Yamaha); vince anche la 6 giorni di Enduro come Wild card in (Brasile)[11]
- 2004: Campione del Mondo MX1, vince 7 GP; vince il Motocross delle Nazioni (Yamaha)[12]
- 2005: Campione del Mondo MX1 - vince 8 GP; Campione belga MX1 (Yamaha)[13]
- 2006: Campione del Mondo MX1 con tre prove di anticipo (14 Gp vinti su 16) (29 manche vinte su 32)[14]
- 2007: Ritiro dalle corse e passaggio all'attività manageriale come responsabile sportivo del settore motocross della casa austriaca KTM.[15]

## Curiosità
- Oltre ad aver vinto nel motocross sì è dimostrato vincente anche nell'enduro, specialità nella quale ha gareggiato da wild card nella stagione 2003 partecipando alla Sei Giorni Internazionale di Enduro (o six days), dove è riuscito a vincere la classifica individuale, davanti a tutti i migliori piloti professionisti della specialità, che disputavano regolarmente il Campionato mondiale di enduro.
- Nel 2004 ha avuto un figlio, Liam che, a due anni, è stato messo sotto contratto con la Yamaha: qualora decida di correre in moto, il piccolo lo farà in sella ad una Yamaha. L'accordo, che ha suscitato scalpore e discussioni, è stato motivato con un calcolo di probabilità secondo cui Liam, essendo figlio e nipote di grandi campioni, può facilmente aver ereditato un talento genetico per il motocross. Ora Liam, corre nel mondiale mx2 in sella alla KTM ufficiale.
- Nel 1998 ha inciso un disco, intitolato Try to beat me, con il campionamento del rumore di una moto da cross e la ripetizione di una frase pronunciata da Stefan ("I'm the best, try to beat me") poggiati su una base tipicamente dance. Il disco ha destato critiche per via di un atteggiamento giudicato eccessivamente arrogante. Paradossalmente, proprio nel 1998, Stefan ha dovuto digerire l'amara delusione della sconfitta all'ultima gara contro Sébastien Tortelli.
- Sebbene la consistenza e la capacità di mantenere il sangue freddo in gara siano state due sue grandi doti, Stefan ha avuto in più di un'occasione dei veri e propri crolli psicologici, dovuti alla pressione, a situazioni personali delicate e ad un carattere giudicato da molti "particolare". Nel 1994, dopo aver perso per il secondo anno consecutivo contro Albertyn (con cui non correva buon sangue), pensò addirittura di smettere di correre e per riprendersi fu costretto ad andare dallo psicologo; nel 1998, nel corso del duello finale contro Tortelli in Grecia, subì una vera e propria crisi nervosa, cadde impiegando tantissimo tempo a rialzare la moto e ripartire, poi, una volta al traguardo, scoppiò in lacrime e si gettò a terra privo di forze; nel 2000, a causa di un rapporto burrascoso col suo manager personale, l'inglese Dave Grant, attraversò un momento personale e professionale molto difficile, disputando una sola gara in tutta la stagione.
- Ogni anno organizza in Belgio una manifestazione di solidarietà, denominata "Everts and Friends", a cui partecipano molti grandi campioni del motocross presente e passato.
- Nel corso dell'ultimo GP del mondiale 2004, corso in Sudafrica a Sun City, Everts, già matematicamente campione, si toccò con Mickaël Pichon nelle prime fasi della seconda manche e finì a terra. Invece di rialzare la moto e riprendere la corsa, si spostò a piedi in un altro punto della pista vicino a dove era caduto, aspettò che passasse Pichon e cercò di farlo cadere, tirandogli addosso i suoi occhiali ed urlandogli contro. La Federazione Internazionale decise di non sanzionare Stefan, ma lo diffidò dal compiere nuovamente atti simili, pena la squalifica. In seguito, Everts ha citato Pichon come uno dei piloti con cui ha avuto un rapporto migliore all'interno del paddock e ha confessato di aver provato un forte imbarazzo per quella vicenda.
- Sempre nel GP del Sudafrica, ma nel 2005, si rese protagonista di un clamoroso errore. Nel corso dell'ultimo giro della seconda manche, trovandosi ampiamente al comando, si voltò verso il pubblico per salutarlo in aria; tuttavia, forse per un eccessivo relax, non fu abbastanza lesto a riprendere il controllo del manubrio e, all'atterraggio, finì goffamente a terra, lasciando la vittoria a Joshua Coppins. Da quella volta è sempre stato molto attento a non concedersi in numeri e frivolezze eccessive, soprattutto nei giri finali.
- Nel 1998 si presentò al via del GP del Belgio della classe 500 a Namur, come wild card, in sella ad una Honda CR 500 2T "prototipo" caratterizzata dal telaio perimetrale in alluminio (ricordiamo che nel 1997 è entrata in produzione la CR 250 col telaio in alluminio e nel 1998 la CR 125 con lo stesso tipo di telaio, mentre la CR 500 ha sempre tenuto il telaio in acciaio fino alla sua uscita di produzione nel 2001). Vinse agevolmente entrambe le manche ed è rimasto nella storia come l'ultimo pilota ad aver vinto un GP della 500 in sella ad una moto a 2 tempi.
- È stato eletto per cinque volte sportivo dell'anno in Belgio; dopo Eddy Merckx, è l'atleta maschio che ha conquistato più volte questo premio.